# Йоганн Ернст Ойос-Шпринценштайн
Йоганн Ернст Ойос-Шпринценштайн (нім. Johann Ernst Philipp Josef Franz de Paula Matthias Graf Hoyos; 24 лютого 1779, Горн — 28 жовтня 1849, там само) — австрійський дворянин, генерал і придворний. Як доброволець брав участь у наполеонівських війнах і врешті досяг звання фельдмаршала в армії. Тим часом він також працював на придворній службі і в 1831—1849 роках був імператорським верховним мисливцем. Був власником кількох маєтків у Нижній Австрії, а також кавалером ордена Золотого руна .

## Життєпис

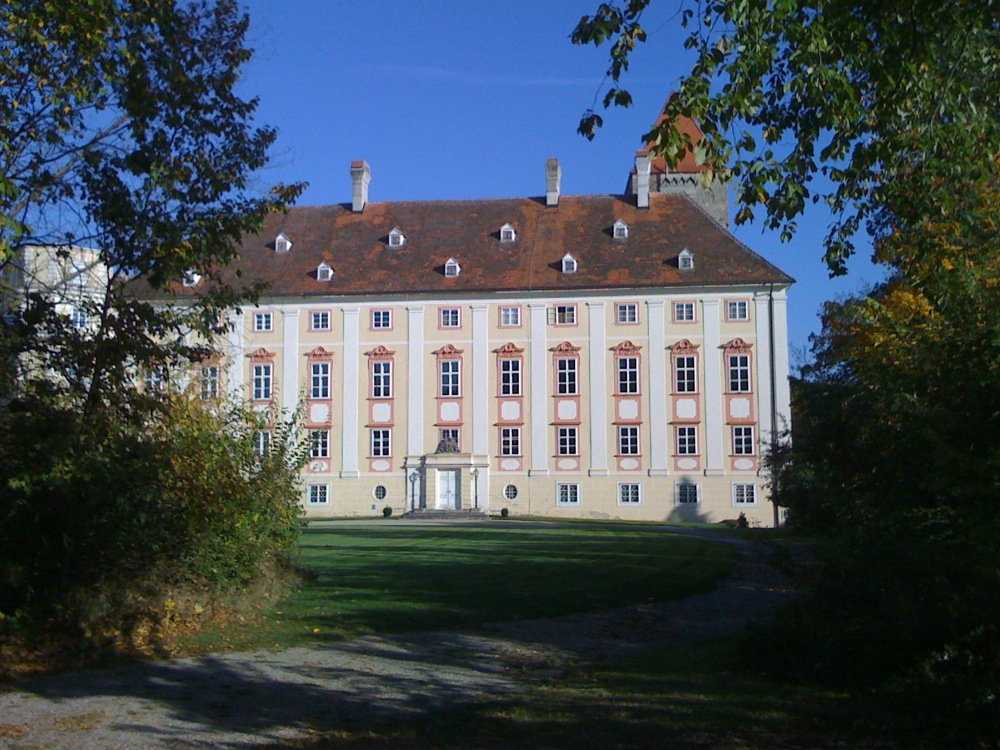
Замок Горн, головна резиденція родини Ойос

Він походив із старої аристократичної родини Ойос з Іспанії, що оселилася в монархії Габсбургів з 16 століття . Він був єдиним сином графа Йогана Філіпа Ойоса (1747—1803), а по матері Марії Крістіни Клари-Алдрінген (1755—1821) був онуком багаторічного імперського верховного мисливця князя Франца Венцеля Клари-Альдрінгена. Під час наполеонівських воєн він вступив до армії добровольцем і брав участь у всіх походах до 1815 року. Тим часом у 1803 році він був призначений імператорським камергером, а в 1815 році досяг звання полковника в армії. У 1821 році він був призначений в таємну раду і став головою верховного суду спадкоємця престолу ерцгерцога Фердинанда. Згодом він досяг посади верховного імператорського мисливця імператорського двору (1831—1849), також продовжував просуватися в армійських лавах (генерал-майор 1836, фельдмаршал 1840). У 1836 році отримав орден Золотого руна, а також був кавалером ордена Леопольда. Навесні 1848 року він став командувачем Національної гвардії у Відні, але не зміг послабити революційну напругу і пішов у відставку. Його головною резиденцією був замок Горн, він також володів кількома іншими маєтками в Австрії (Гутенштейн, Дрозендорф, Хохенберг, Розенбург), він також займав посади в провінційній адміністрації Нижньої Австрії. Він помер у замку Горн від травм після падіння з коня.
Його дружиною з 1799 року була графиня Марія-Тереза Шлабрендорф (1781—1862), палацова дама та дама ордена Зоряного Хреста, з якою він мав восьмеро дітей. Спадкоємцем родинного майна був його син Heinrich (1804—1854). З дочок Кароліна (1811—1875) вийшла заміж за генерала графа Франца Ламберга (1790—1848), який був убитий у Будапешті під час революції 1848 року . Наймолодша з дочок — Сидонія (1818—1898) була дружиною Буковського графа Прокопа Лажанського (1809—1875).